# San Benito de la Contienda
San Benito de la Contienda (São Bento da Contenda en portugués) es una pedanía del municipio español de Olivenza, perteneciente a la provincia de Badajoz (comunidad autónoma de Extremadura).

## Toponimia
Según varias versiones, el nombre de San Benito de la Contienda deriva de las disputas permanentes entre españoles y portugueses en las que se vio envuelto el pueblo. En una de estas versiones, la contienda se presenta como consecuencia de la pretensión española de que la frontera pasara por el centro de la iglesia del pueblo, razón por la cual existía un arco con el escudo de Castilla en la capilla mayor del pueblo a principios del siglo XVIII. Otra interpretación vincula el nombre al topónimo que designa los campos en los que se asienta.

## Situación

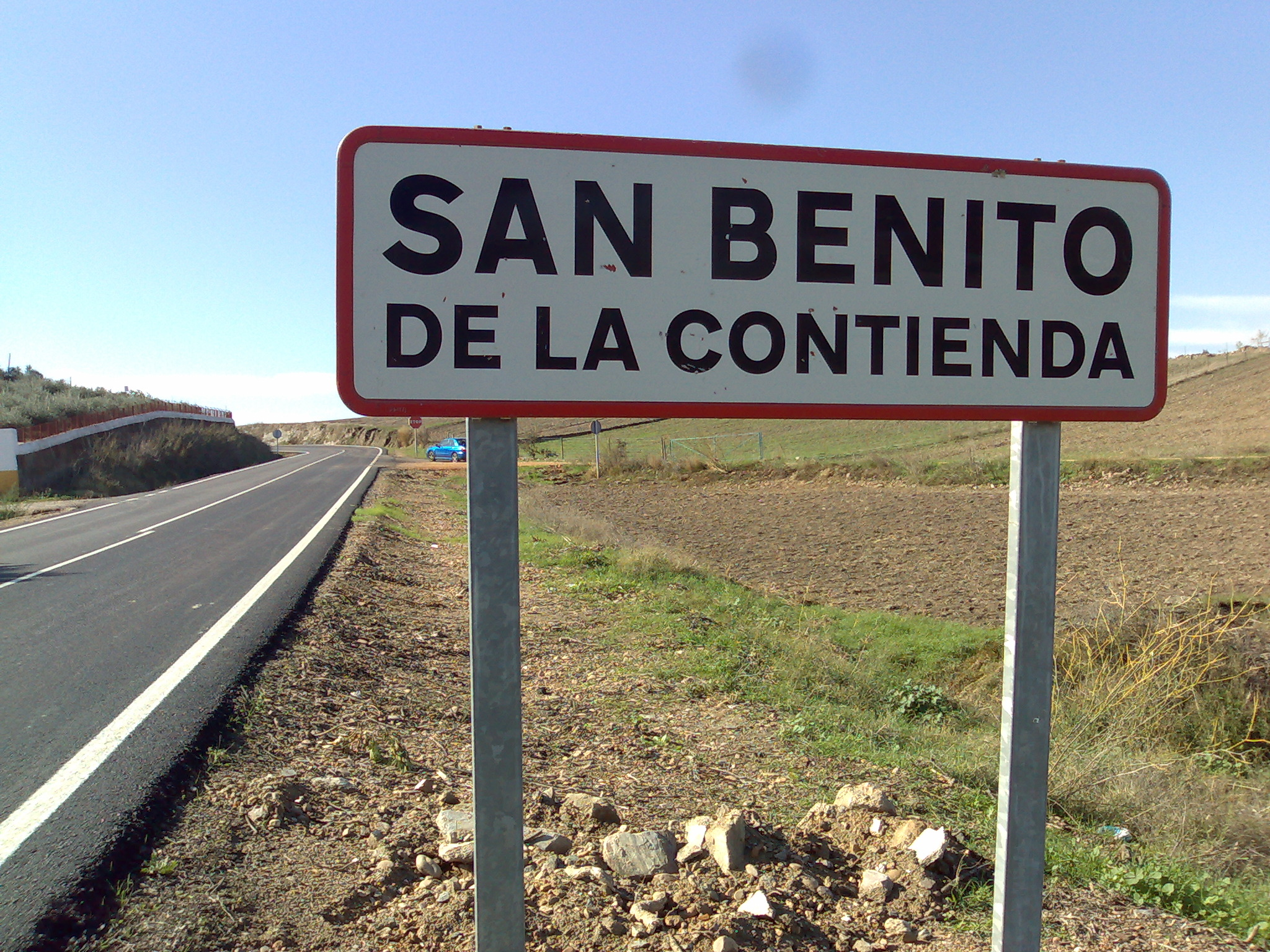
Placa de la localidad.

Situada a 7,5 km dirección SO de la localidad cabecera, es equidistante con la frontera portuguesa. Es la pedanía oliventina con mayor población. 
Su principal vía de comunicación  es  la carretera   EX-315 , que une Olivenza con Cheles.

### Coordenadas
- Latitud: 38º37'59" N
- Longitud: 7º09'27" O
- Altitud media: 220 m s. n. m.

## Historia
A la caída del Antiguo Régimen San Benito se constituye en municipio constitucional en la región de Extremadura. Desde 1834 quedó integrado en el Partido judicial de Olivenza.

## Patrimonio
Iglesia parroquial católica (año 1776) bajo la advocación de San Benito Abad, en la Archidiócesis de Mérida-Badajoz.

## Población
En la actualidad cuenta con una población de 571 habitantes de los cuales 281 son hombres y 290 mujeres (INE 2021).

## Ferias y fiestas
Las celebraciones más importantes se producen en el mismo día del santo patrón, el día 11 de julio. Las celebraciones tienen el arranque con la banda de música (generalmente de la comarca).